# Ритешић
Ритешић је насељено мјесто у граду Добој, Република Српска, БиХ. Према попису становништва из 2013. у насељу је живјело 327 становника.

## Географија
Налази се у брдовитом окружењу, на путу између Добоја и Дервенте. Подједнако је удаљен од Добоја, Модриче и Дервенте. Кроз Ритешић протиче ријека Величанка ,као и ријечица Ловница које се уливају  у ријеку Босну. Неки од засеока у Ритешићу су: Брестовци, Дујаковићи, Гајићи, Џабићи, Ђекићи, Рељићи Миљићи итд.

## Назив
Ритешић је према предању добио назив од ријечи „ритови“. Налази се у долини ријеке Босне која се у прошлости често изливала и мијењала ток остављајући за собом ритове по којима је насеље добило име.

## Историја
Археолошки налази из жељезног доба чувају се у Музеју у Добоју. Из тог истраживања издваја се шљем.
На подручју насеља се налази мањи макени обелиск, односно надгробни споменик на коме је уцртан крст. Споменик носи назив „Тараков споменик“, и сматра се да обиљежава гроб првог досељеника породице Стојчиновић. Породица Стојчиновић је једно вријеме носила презиме Тубаковић, а касније вратила Стојчиновић.
Становници насеља су учествовали у Поп-Јовичиној буни 1834. године.

## Култура
У насељу се према подацима из 2011. завршава изградња три храма Српске православне цркве, од чега један манастир и двије цркве.

### Манастир Ритешић
Манастир Ритешић који се гради добровољним прилозима је посвећен Светој Матрони Московској. Централни храм је посвећен рођењу Светог Јована Крститеља, а друга црква је посвећена Светом Василију Великом.

### Храм Светог Василија Великог
Храм посвећен Светом Василију Великом је породична задужбина хаџи Ђорђа Дујаковића. Црква је подигнута за покој душе његовог брата Војина Дујаковића који је погинуо као припадник Војске Републике Српске. Сам храм је обложен каменом који је сакупљан са разних православних светих мјеста, а између осталог и донесен из Свете земље и Свете горе.

## Образовање
У Ритешићу је постојала подручна основна школа „Владо Шупут“ Мајевац која је 1981. затворена. Ову школу су између осталих похађале и Јованка Стојчиновић Николић и Јадранка Стојаковић.

## Привреда
У Ритешићу је земља изузетно плодна, па у њему и околини успијевају многе пољопривредне културе. Од житарица најбоље успијевају пшеница и кукуруз. Од воћа се највише гаје јабука, шљива, крушка, рибизла, бостан. А од поврћа тиква, грашак, боранија, пасуљ. Развијено је  и пчеларство као и сточарство, а узгајају се свиње и краве. Такође се гаји и живина.

## Краљевско село Котроманићево
У насељу је Краљевско село Котроманићево. Етно-село је заједнички подухват удружења грађана за развој сеоског туризма Републике Српске „Огњиште“ из Ритешића и мјесне заједнице Ритешић.

## Саобраћај
Налази се између два магистрална пута, Добој — Модрича и Добој — Брод.

## Становништво
До 1992. године у Ритешићу је живело 584 становника. Након 1992. године једва да број становника досеже 300. Према подацима из 2011, у насељу постоји 200 домаћинстава. Становници се називају Ритешићани.
| Националност       | 2013. | 1991. | 1981. | 1971. | 1961. |
| Срби               |       | 423   | 493   | 579   | 710   |
| Хрвати             |       | 148   | 209   | 259   | 269   |
| Југословени        |       | 12    | 41    |       |       |
| Црногорци          |       |       |       |       | 1     |
| Мађари             |       |       |       |       | 1     |
| Македонци          |       |       |       | 1     |       |
| Муслимани          |       |       |       | 1     |       |
| остали и непознато |       | 1     | 1     |       |       |
| Укупно             | 327   | 584   | 744   | 840   | 981   |

| Демографија | Демографија | Демографија |
| Година      | Становника  | Становника  |
| ----------- | ----------- | ----------- |
| 1961.       | 981         |             |
| 1971.       | 840         |             |
| 1981.       | 744         |             |
| 1991.       | 584         |             |
| 2013.       | 327         |             |

### Презимена
Најзаступљенија презимена су
- Ђукић
- Старчевић[1]
- Николић[1]
- Стојчиновић[1]
- Стојаковић[1]
- Дујаковић[1]
- Ђекић[1]
- Куртиновић[1]
- Брестовац[1]
- Јовичић[1][1]
- Поповић[1]
- Зец
- Ђурић[1]

## Знамените личности
- Јованка Стојчиновић Николић, српска пјесникиња